# Dendrophthora oligantha
Dendrophthora oligantha är en sandelträdsväxtart som beskrevs av J. Kuijt. Dendrophthora oligantha ingår i släktet Dendrophthora och familjen sandelträdsväxter. Inga underarter finns listade i Catalogue of Life.